# Maravedí
A maravedí érmét használták fizetőeszközként Spanyolországban több évszázadon át. A név a marabotinóból származik, egy arab aranyérméből amelyet az al-Andalus-i mórok adtak ki.
A marabot, a marabottino vagy a moravetino neve viszont az arab „al-Murābitūn” (ribāṭ lakói), azaz az almorávidák nevéből származik.

## Története
A keresztény államok is elfogadták, majd elvesztette az értékét, először ezüst érme, majd billon (hígarany?) és végül réz lett. Katalónia és a Baleár-szigetek kivételével a maravedí vált a dinero (spanyol dénár) számviteli egységévé.
Az érme pénzverése Castilliában kezdődött VI . Alfonso uralkodása alatt, Toledo meghódítása után (1085); az első érmék a dinero és az obolo de vellón voltak, a többi spanyol keresztény király utánzásaként. VIII. Alfonz kasztíliai király 1172-től kezdte aranyveréssel, majd hamarosan II. Ferdinánd leóni király aranyozott maravedí vagy morabetí darabokat veretett, amelyek egyenként körülbelül 3,8 gramm tömegűek.
X. Alfonz kasztíliai király (1252–1284) alatt egy billonérmét hoztak létre, a (fehér) maravedí blancót, az arany marabotino 1/60 értékében, amely rövid időre burgosi maravedí néven is forgalomban volt.
1497-től II. Ferdinánd aragóniai király és I. Izabella kasztíliai királynő alatt a bronz maravedí érmét verették. Ez egy kis érme volt, amelyet a tízes számrendszer 1854-es bevezetéséig készítettek. Az értéke 1/34-e volt a real platáénak.
Becslések szerint 1518 márciusában I. Károly spanyol király 8 751 125 maravedível finanszírozta Magellán földkörüli útját.
A réz maravedí volt az első érme, amelyet Hispaniola szigetén forgalmaztak, ezért ez volt az Újvilág első pénzneme. A gyarmatokon a durva maravedíket kisebb értékű tranzakciók részeként használták. Eredetileg Spanyolországban kifejezetten az Indiák számára készült, majd később – ma úgy gondoljuk – közvetlenül Hispaniolában verték néhány évvel a mexikói és Santo Domingó-i pénzverdék létrehozása előtt.
Utolsó alkalommal az 1850-es években verték, amikor a spanyol valutát a valóságos de vellón alapuló decimális rendszerré alakították át, amelyet 34 maravedíra értékeltek.
A kasztíliai maravedí sajátossága, három dokumentált néven többes számban maravedís, maravedíes és maravedises forgott. Az első a leggyakrabban használt, a második a hosszú -í végződésű szavak jellegzetes formája, a harmadikat pedig a Spanyol Királyi Akadémia Diccionario panhispánico de dudas nem ajánlotta.

## Bibliográfia
- Konrad Klütz: Münznamen und ihre Herkunft, money trend Verlag G.m.b.H., Bécs, 2004 ISBN 3-9501620-3-8

## Fordítás
- Ez a szócikk részben vagy egészben  a   Maravedí című olasz Wikipédia-szócikk ezen változatának fordításán alapul.  Az eredeti cikk szerkesztőit annak laptörténete sorolja fel. Ez a jelzés csupán a megfogalmazás eredetét és a szerzői jogokat jelzi, nem szolgál a cikkben szereplő információk forrásmegjelöléseként.